# Arthur Letondal
Arthur Joseph Auguste Letondal (* 30. April 1869 in Montreal; † 12. Mai 1956 ebenda) war ein kanadischer Organist, Pianist, Musikpädagoge und Komponist.

## Leben
Arthur Letondal erhielt nach dem Studium bei seinem Vater Paul Letondal ein Diplom der Académie de musique du Québec und unterrichtete dann mehrere Jahre an der Collège Ste-Marie. Von 1890 bis 1894 lebte er in Europa. Hier studierte er zunächst am Pariser Konservatorium Klavier bei Antoine François Marmontel und Harmonielehre bei Antoine-Barthélémy Taudou. Später ging er ans Brüsseler Konservatorium, wo er unter der Leitung des Organisten Alphonse Mailly arbeitete und bei Édouard Samuel, Arthur De Greef und Ferdinand-Hubert Kufferath studierte.
Nach seiner Rückkehr nach Montreal wirkte Letondal als Organist von 1894 bis 1900 an der Église des Pères du Saint-Sacrement, bis 1923 als Nachfolger von Dominique Ducharme an der Église du Gesù und schließlich bis 1949 an der Kathedrale St-Jacques-le-Majeur, wo er Nachfolger von Romain-Octave Pelletier war.
Daneben unterrichtete er von 1895 bis 1900 am Konservatorium der Canadian Artistic Society, von 1904 bis 1910 an der McGill University und ab 1943 am Conservatoire de Musique du Quebec. Zu seinen Schülern zählten Léo-Pol Morin, Germaine Malépart, Paul Doyon, Alice Sainte-Marie, Rita Savard, Gilberte Martin, Marcelle Martin, Clermont Pépin, Gabriel Cusson, Isabelle Delorme, Henri Gagnon, Lucien Jolicoeur, Jules Lamontagne, Conrad Letendre, Raoul Paquet, Éva Plouffe, Paul Pratt, Caroline Racicot, Émiliano Renaud und Georges-Émile Tanguay. Er war Mitglied und mehrfach Präsident der Société des auteurs, compositeurs et éditeurs de musique in Paris und Ehrenpräsident der Schola Cantorum in Montreal.
Letondal komponierte Klavier- und Orgelwerke sowie geistliche Chormusik. Er verfasste Artikel für musikalische Zeitschriften über Calixa Lavallée, Charles Wugk Sabatier und Ernest Gagnon.

## Werke (Auswahl)
- Gavotte für Klavier, 1895
- Trois pièces de genre für Klavier, 1897
- Mazurka sentimentale für Klavier, 1899
- Berceuse für Klavier
- Sarabande für Klavier
- Danse Moyen Âge für Klavier
- Prélude grave für Orgel, 1924
- Offertoire für Orgel, 1925
- Toccata für Orgel
- Tantum ergo